# Picot menut
El picot menut (Veniliornis passerinus) és una espècie d'ocell de la família dels pícids (Picidae) que habita selves, boscos i sabanes de l'est de Colòmbia, Veneçuela, Guaiana, est del Perú, Bolívia, el Paraguai, nord-est de l'Argentina i sud del Brasil.